# HaAh HaGadol
HaAh HaGadol (en hebreo: האח הגדול; literalmente El Gran Hermano) es la versión israelí del famoso formato mundial Gran Hermano. Su primera edición se llevó a cabo el 1 de septiembre de 2008 y duró un total de 107 días. Su segunda edición fue un especial llamado El Gran Hermano VIP, y reunió a 13 personalidades importantes en el mundo israelí durante un mes (siendo la edición más corta hasta el momento). La última edición, HaAh HaGadol 4, comenzó el 1 de enero de 2012, y ya están en la temporada 7 (sin incluir 2 temporadas de vip —famosos—). La casa se encuentra ubicada en el suburbio Neve Ilan en Jerusalén. Todas las emisiones estuvieron a cargo del Canal 2. Asimismo, las 24 horas del show pudieron verse a través del canal local HOT y el sitio web oficial del concurso. El premio para el ganador de las primeras seis ediciones fue de un millón de shekels. En la temporada 7 el premio es un departamento de más de un millón de shekels.

## HaAh HaGadol 1 (2008)
- 1 de septiembre de 2008 - 16 de diciembre de 2008 (107 días).

HaAh HaGadol 1 (hebreo: האח הגדול 1, literalmente El Gran Hermano 1) fue la primera temporada de la versión israelí del reality show Gran Hermano. Dieciséis participantes entraron a la casa en el comienzo, y otros cuatro se unieron después de 56 días. Los concursantes incluían un par de mellizos no idénticos, y también un padre e hija. El show se emitió las noches de los domingos y martes. La casa fue equipada con 50 cámaras de vigilancia que eran operadas por el personal de Gran Hermano.

### Concursantes
| Concursante          | Lugar de residencia | Edad    | Ocupación                            | Duración | Información               |
| -------------------- | ------------------- | ------- | ------------------------------------ | -------- | ------------------------- |
| Shifra Cornfeld      | Jerusalén           | 27 años | Auxiliar de vuelo                    | 106 días | Ganadora                  |
| Yossi Boublil        | Ashkelon            | 56 años |                                      | 106 días | 2.º finalista             |
| Itay Ziv             | Tel Aviv            | 28 años | Acróbata                             | 106 días | 3.er finalista            |
| Einav Boublil        | Ashkelon            | 23 años |                                      | 106 días | 4.ª finalista             |
| Leon Schneiderovsky  | Ra'anana            | 22 años | Vendedor de ropa                     | 106 días | 5.º finalista             |
| Shachar Ben David    | Kokhav Ya'ir        | 28 años | Físicoculturista                     | 44 días  | Reserva y 14.º eliminado  |
| Yoni Vinkel          | Arad                | 30 años |                                      | 37 días  | Reserva y 13.er eliminado |
| Inna Braverman       | Akko                | 22 años |                                      | 37 días  | Reserva y 12.ª eliminada  |
| Ranin Boulos         | Neve Shalom         | 24 años |                                      | 85 días  | 11.er eliminada           |
| Hagit Ronen Maimon   | Be'er Sheva         | 43 años | Diseñador de joyas, Dueño de joyería | 23 días  | Reserva y 10.º eliminado  |
| Tzabar Gadish        | Binyamina           | 27 años |                                      | 71 días  | 9.º eliminado             |
| Vanessa Allouche     | Bitan Aharon        | 27 años |                                      | 64 días  | 8.ª eliminada             |
| Shay Sheetrit        | Tel Aviv            | 25 años | Gerente de bar                       | 50 días  | 7.º eliminado             |
| Asher Simoni         | Tiberíades          | 29 años | Empleado en oficina de correo        | 43 días  | 6.º eliminado             |
| Keren Khasis         | Tel Aviv y Herzliya | 24 años |                                      | 36 días  | 5.ª eliminada             |
| Jenny Tukrev         | Tel Aviv            | 23 años |                                      | 27 días  | 4.ª eliminada             |
| Naama Friedmann      | Liman               | 34 años | Escritora                            | 25 días  | Abandono voluntario       |
| Eran Zilberman       | Tel Aviv            | 26 años | Empleado en industria tecnológica    | 22 días  | 3.er eliminado            |
| Miki Levin           | Ramat HaSharon      | 31 años |                                      | 15 días  | 2.ª eliminada             |
| Boris Schneiderovsky | Ra'anana            | 22 años |                                      | 8 días   | 1.er eliminado            |

### Estadísticas semanales
|            | Semana 1             | Semana 1                    | Semana 2                           | Semana 3                          | Semana 4             | Semana 5                   | Semana 6             | Semana 7             | Semana 8              | Semana 9                | Semana 10                      | Semana 11                                     | Semana 12              | Semana 13          | Semana 14          | Final Semana 15          | Final Semana 15          |
| ---------- | -------------------- | --------------------------- | ---------------------------------- | --------------------------------- | -------------------- | -------------------------- | -------------------- | -------------------- | --------------------- | ----------------------- | ------------------------------ | --------------------------------------------- | ---------------------- | ------------------ | ------------------ | ------------------------ | ------------------------ |
| Shifra     | Keren, Miki          | Naama, Yossi                | Asher, Itay                        | Asher, Itay                       | Sin Nominaciones     | Einav, Yossi               | Yossi, Einav         | Yossi, Einav         | Sin Nominaciones      | Itay, Yossi             | Yossi, Itay                    | Ranin                                         | Shachar, Yoni          | Sin Nominaciones   | Einav, Yossi       | Ganadora (Día 107)       | Ganadora (Día 107)       |
| Yossi      | Naama, Tzabar        | Keren, Shay                 | Naama, Venessa                     | Naama, Eran                       | Sin Nominaciones     | Tzabar, Shifra             | Shifra, Asher        | Shifra, Shay         | Sin Nominaciones      | Shifra, Venessa         | Tzabar, Shifra                 | Einav                                         | Shifra, Ranin          | Sin Nominaciones   | Itay, Shachar      | Segundo puesto (Día 107) | Segundo puesto (Día 107) |
| Itay       | Miki, Shay           | Einav, Yossi                | Vanessa, Yossi                     | Shifra, Eran                      | Sin Nominaciones     | Ranin, Keren               | Einav, Asher         | Shay, Shifra         | Sin Nominaciones      | Shifra, Tzabar          | Inna, Shachar                  | Einav                                         | Shachar, Inna          | Sin Nominaciones   | Leon, Shachar      | Tercer puesto (Día 107)  | Tercer puesto (Día 107)  |
| Einav      | Boris, Itay          | Boris, Shifra               | Naama, Venessa                     | Eran, Shifra                      | Sin Nominaciones     | Tzabar, Shifra             | Shifra, Shay         | Shifra, Shay         | Sin Nominaciones      | Leon, Venessa           | Hagit, Tzabar                  | Yossi                                         | Shifra, Ranin          | No Nominations     | Shachar, Shifra    | Cuarto puesto (Día 107)  | Cuarto puesto (Día 107)  |
| Leon       | Eran, Jenny          | Eran, Itay                  | Naama, Yossi                       | Naama, Yossi                      | Sin Nominaciones     | Yossi, Keren               | Asher, Yossi         | Yossi, Shay          | Sin Nominaciones      | Itay, Venessa           | Shachar, Hagit                 | Shifra                                        | Shachar, Yossi         | Sin Nominaciones   | Itay, Shachar      | Quinto puesto (Día 107)  | Quinto puesto (Día 107)  |
| Shachar    | No estaba en la casa | No estaba en la casa        | No estaba en la casa               | No estaba en la casa              | No estaba en la casa | No estaba en la casa       | No estaba en la casa | No estaba en la casa | No estaba en la casa  | Shifra, Tzabar          | Shifra, Tzabar                 | Hagit                                         | Shifra, Ranin          | Sin Nominaciones   | Leon, Itay         | Eliminado (Día 100)      | Eliminado (Día 100)      |
| Yoni       | No estaba en la casa | No estaba en la casa        | No estaba en la casa               | No estaba en la casa              | No estaba en la casa | No estaba en la casa       | No estaba en la casa | No estaba en la casa | No estaba en la casa  | Einav, Tzabar           | Einav, Shifra                  | Ranin                                         | Shifra, Einav          | Sin Nominaciones   | Eliminado (Día 93) | Eliminado (Día 93)       | Eliminado (Día 93)       |
| Inna       | No estaba en la casa | No estaba en la casa        | No estaba en la casa               | No estaba en la casa              | No estaba en la casa | No estaba en la casa       | No estaba en la casa | No estaba en la casa | No estaba en la casa  | Shifra, Tzabar          | Yossi, Tzabar                  | Ranin                                         | Shifra, Yoni           | Sin Nominaciones   | Eliminado (Día 93) | Eliminado (Día 93)       | Eliminado (Día 93)       |
| Ranin      | Boris, Eran          | Asher, Yossi                | Keren, Naama                       | Naama, Eran                       | Sin Nominaciones     | Itay, Venessa              | Yossi, Einav         | Venessa, Yossi       | Sin Nominaciones      | Venessa, Yossi          | Yossi, Shachar                 | Shifra                                        | Yossi, Shachar         | Eliminado (Día 86) | Eliminado (Día 86) | Eliminado (Día 86)       | Eliminado (Día 86)       |
| Hagit      | No estaba en la casa | No estaba en la casa        | No estaba en la casa               | No estaba en la casa              | No estaba en la casa | No estaba en la casa       | No estaba en la casa | No estaba en la casa | No estaba en la casa  | Leon, Shifra            | Yossi, Shifra                  | Inna                                          | Eliminado (Día 79)     | Eliminado (Día 79) | Eliminado (Día 79) | Eliminado (Día 79)       | Eliminado (Día 79)       |
| Tzabar     | Einav, Yossi         | Einav, Yossi                | Miki, Naama                        | Naama, Keren                      | Sin Nominaciones     | Asher, Yossi               | Itay, Venessa        | Itay, Venessa        | Sin Nominaciones      | Itay, Venessa           | Shachar, Yoni                  | Eliminado (Día 72)                            | Eliminado (Día 72)     | Eliminado (Día 72) | Eliminado (Día 72) | Eliminado (Día 72)       | Eliminado (Día 72)       |
| Venessa    | Boris, Yossi         | Boris, Yossi                | Einav, Yossi                       | Einav, Eran                       | Sin Nominaciones     | Ranin, Shay                | Ranin, Yossi         | Ranin, Shay          | Sin Nominaciones      | Leon, Ranin             | Eliminado (Día 65)             | Eliminado (Día 65)                            | Eliminado (Día 65)     | Eliminado (Día 65) | Eliminado (Día 65) | Eliminado (Día 65)       | Eliminado (Día 65)       |
| Shay       | Einav, Tzabar        | Einav, Yossi                | Einav, Miki                        | Naama, Einav                      | Sin Nominaciones     | Einav, Keren               | Yossi, Einav         | Einav, Itay          | Eliminado (Día 51)    | Eliminado (Día 51)      | Eliminado (Día 51)             | Eliminado (Día 51)                            | Eliminado (Día 51)     | Eliminado (Día 51) | Eliminado (Día 51) | Eliminado (Día 51)       | Eliminado (Día 51)       |
| Asher      | Miki, Shay           | Shifra, Yossi               | Naama, Shifra                      | Naama, Keren                      | Sin Nominaciones     | Tzabar, Shifra             | Autonominación       | Eliminado (Día 44)   | Eliminado (Día 44)    | Eliminado (Día 44)      | Eliminado (Día 44)             | Eliminado (Día 44)                            | Eliminado (Día 44)     | Eliminado (Día 44) | Eliminado (Día 44) | Eliminado (Día 44)       | Eliminado (Día 44)       |
| Keren      | Miki, Yossi          | Miki, Yossi                 | Einav, Miki                        | Eran, Naama                       | Sin Nominaciones     | Tzabar, Shifra             | Eliminado (Día 37)   | Eliminado (Día 37)   | Eliminado (Día 37)    | Eliminado (Día 37)      | Eliminado (Día 37)             | Eliminado (Día 37)                            | Eliminado (Día 37)     | Eliminado (Día 37) | Eliminado (Día 37) | Eliminado (Día 37)       | Eliminado (Día 37)       |
| Jenny      | Einav, Leon          | Einav, Leon                 | Naama, Shay                        | Naama, Keren                      | Sin Nominaciones     | Eliminado (Día 28)         | Eliminado (Día 28)   | Eliminado (Día 28)   | Eliminado (Día 28)    | Eliminado (Día 28)      | Eliminado (Día 28)             | Eliminado (Día 28)                            | Eliminado (Día 28)     | Eliminado (Día 28) | Eliminado (Día 28) | Eliminado (Día 28)       | Eliminado (Día 28)       |
| Naama      | Jenny, Yossi         | Shifra, Yossi               | Einav, Miki                        | Shay, Shifra                      | Sin Nominaciones     | Abandonó (Día 26)          | Abandonó (Día 26)    | Abandonó (Día 26)    | Abandonó (Día 26)     | Abandonó (Día 26)       | Abandonó (Día 26)              | Abandonó (Día 26)                             | Abandonó (Día 26)      | Abandonó (Día 26)  | Abandonó (Día 26)  | Abandonó (Día 26)        | Abandonó (Día 26)        |
| Eran       | Itay, Venessa        | Einav, Yossi                | Einav, Yossi                       | Naama, Einav                      | Eliminado (Día 23)   | Eliminado (Día 23)         | Eliminado (Día 23)   | Eliminado (Día 23)   | Eliminado (Día 23)    | Eliminado (Día 23)      | Eliminado (Día 23)             | Eliminado (Día 23)                            | Eliminado (Día 23)     | Eliminado (Día 23) | Eliminado (Día 23) | Eliminado (Día 23)       | Eliminado (Día 23)       |
| Miki       | Boris, Itay          | Boris, Yossi                | Naama, Venessa                     | Eliminado (Día 16)                | Eliminado (Día 16)   | Eliminado (Día 16)         | Eliminado (Día 16)   | Eliminado (Día 16)   | Eliminado (Día 16)    | Eliminado (Día 16)      | Eliminado (Día 16)             | Eliminado (Día 16)                            | Eliminado (Día 16)     | Eliminado (Día 16) | Eliminado (Día 16) | Eliminado (Día 16)       | Eliminado (Día 16)       |
| Boris      | Asher, Ranin         | Miki, Yossi                 | Eliminado (Día 9)                  | Eliminado (Día 9)                 | Eliminado (Día 9)    | Eliminado (Día 9)          | Eliminado (Día 9)    | Eliminado (Día 9)    | Eliminado (Día 9)     | Eliminado (Día 9)       | Eliminado (Día 9)              | Eliminado (Día 9)                             | Eliminado (Día 9)      | Eliminado (Día 9)  | Eliminado (Día 9)  | Eliminado (Día 9)        | Eliminado (Día 9)        |
| Notas      | 1                    | 1                           | Ninguna                            | Ninguna                           | 2                    | 3                          | Ninguna              | 4                    | Ninguna               | 5                       | Ninguna                        | 6                                             | Ninguna                | 7                  | 8                  | 9                        | 9                        |
| Nominados  | Boris, Miki, Yossi   | Boris, Einav, Shifra, Yossi | Einav, Miki, Naama, Venessa, Yossi | Einav, Shifra, Naama, Keren, Eran | Todos                | Yossi, Keren, Einav, Asher | Asher, Einav, Yossi  | Shay, Shifra, Yossi  | Ninguno               | Shifra, Tzabar, Venessa | Shachar, Shifra, Tzabar, Yossi | Inna, Itay, Hagit, Leon, Shachar, Yoni, Yossi | Shifra, Ranin, Shachar | Todos              | Todos              | Ninguno                  | Ninguno                  |
| Abandonos  | Ninguno              | Ninguno                     | Ninguno                            | Ninguno                           | Naama                | Ninguno                    | Ninguno              | Ninguno              | Ninguno               | Ninguno                 | Ninguno                        | Ninguno                                       | Ninguno                | Ninguno            | Ninguno            | Ninguno                  | Ninguno                  |
| Eliminados | Boris                | Boris                       | Miki                               | Eran                              | Jenny                | Keren                      | Asher                | Shay                 | Eliminación cancelada | Venessa                 | Tzabar                         | Hagit                                         | Ranin                  | Inna Yoni          | Shachar            | Leon 3.59% positivo      | Einav 4.93% positivo     |
| Eliminados | Boris                | Boris                       | Miki                               | Eran                              | Jenny                | Keren                      | Asher                | Shay                 | Eliminación cancelada | Venessa                 | Tzabar                         | Hagit                                         | Ranin                  | Inna Yoni          | Shachar            | Itay 7.62% positivo      | Yossi 34.53% positivo    |
| Eliminados | Boris                | Boris                       | Miki                               | Eran                              | Jenny                | Keren                      | Asher                | Shay                 | Eliminación cancelada | Venessa                 | Tzabar                         | Hagit                                         | Ranin                  | Inna Yoni          | Shachar            | Shifra 49.33% positivo   |                          |

Notas:

1 El día 2 Boris, Miki y Yossy fueron nominados y el público tuvo diez minutos para votar. Sin embargo, un error de la producción hizo que solo Boris y Yossi enfrentaran el voto del público después de que la nominación de Miki fue mal calculada. Entre Boris y Yossi, Boris fue eliminado y entrevistado por los conductores del programa. Una vez que se conoció el error, Boris reingresó a la casa. Las nominaciones fueron reanudadas el día 7.

2 Todos los participantes fueron automáticamente nominados para una eliminación especial el día 28.

3 Originalmente Einav y Asher no fueron nominados, pero ambos trataron de engañar a Gran Hermano y complotar contra Tzabar y Shifra. Gran Hermano expuso el fraude y reemplazó a Tzabar y Shifra por Asher y Einav.

4 Gran Hermano le dio permiso a Shay para atender el funeral de su tío por unas pocas horas (fuera de la casa) así que no estuvo presente en su propia eliminación.

5 Inna, Hagit, Shachar y Yoni estuvieron inmunes de ser nominados por ser nuevos ingresantes.

6 Los participantes nominaron a quién querían que se quedara en la casa y aquellos que tuvieran más menciones fueron los únicos salvados esa semana.

7 Todos los participantes automáticamente enfrentaron el voto del público esa semana, y por primera vez dos de ellos fueron eliminados de la casa de Gran Hermano.

8 En la semana 14, cualquier participante que tuviera aunque sea un voto, sería nominado.

9 No hubo nominaciones en la semana final. El público votó por quién quería que ganara en vez de eliminar.

## HaAh HaGadol VIP (2009)
- 1 de marzo de 2009 - 31 de marzo de 2009 (31 días).

HaAh HaGadol VIP (hebreo: VIP האח הגדול, literalmente El gran hermano VIP) es la segunda temporada de la versión israelí de Gran Hermano y la primera edición de famosos. El programa contó con las reglas principales del formato, con algunas variantes. Por ejemplo, la duración es más corta: un mes (como en casi todos los países en que se realizó). Trece celebridades están juntos un período de cinco semanas en la casa de Gran Hermano. Entre ellos se incluyen cantantes, modelos, diseñadores de moda, un periodista y otras personalidades israelíes muy conocidas. Los participantes al entrar no sabían quiénes serían sus compañeros, pero estaban al tanto de especulaciones de la prensa, particularmente la de Guy Pines que predijo acertadamente la mayoría de los ingresantes.

### Concursantes
| Concursante      | Edad    | Ocupación                     | Duración | Información     |
| ---------------- | ------- | ----------------------------- | -------- | --------------- |
| Dudi Melitz      | 27 años | Modelo y Dueño de restaurante | 30 días  | Ganador         |
| Shimi Tavori     | 55 años | Cantante                      | 30 días  | 2.º finalista   |
| Menahem Ben      | 60 años | Crítico literario             | 30 días  | 3.er finalista  |
| Pnina Tornai     | 46 años | Diseñadora de bodas           | 30 días  | 4.ª finalista   |
| Korin El'al      | 53 años | Cantante                      | 30 días  | 5.ª finalista   |
| Guy Lubelchik    | 19 años | Modelo y Atleta               | 28 días  | 8.º eliminado   |
| Adi Neumann      | 26 años | Modelo                        | 28 días  | 7.º eliminada   |
| Sharona Pick     | 28 años | Cantante                      | 28 días  | 6.ª eliminada   |
| Amir Fey Guttman | 24 años | Cantante                      | 23 días  | 5.º eliminado   |
| Maya Bouskilla   | 31 años | Cantante                      | 23 días  | 4.ª eliminada   |
| Kochi Mordechai  | 34 años | Abogada                       | 16 días  | 3.era eliminada |
| Daniela Pick     | 25 años | Cantante                      | 16 días  | 2.ª eliminada   |
| Yossi Milstein   | 31 años | Publicista                    | 9 días   | 1.er eliminado  |

### Estadísticas semanales
|            | Semana 1                    | Semana 2                                          | Semana 3                          | Semana 4           | Final Semana 4 Día 31 | Final Semana 4 Día 31 |
| ---------- | --------------------------- | ------------------------------------------------- | --------------------------------- | ------------------ | --------------------- | --------------------- |
| Dudi       | Daniela, Kochi              | Daniela, Kochi                                    | Amir, Menachem                    | Sin Nominaciones   | Ganador               | Ganador               |
| Shimi      | Daniela, Maya               | Amir, Maya                                        | Amir, Maya                        | Sin Nominaciones   | Segundo lugar         | Segundo lugar         |
| Menachem   | Kochi, Yossi                | Daniela, Kochi                                    | Dudi, Pnina                       | Sin Nominaciones   | Tercer lugar          | Tercer lugar          |
| Pnina      | Adi, Menachem               | Amir, Maya                                        | Maya, Menachem                    | Sin Nominaciones   | Cuarto lugar          | Cuarto lugar          |
| Corinne    | Menachem, Sharona           | Menachem, Sharona                                 | Menachem, Sharona                 | Sin Nominaciones   | Quinto lugar          | Quinto lugar          |
| Guy        | Menachem, Sharona           | Dudi, Shimi                                       | Menachem, Pnina                   | Sin Nominaciones   | Eliminado (Día 29)    | Eliminado (Día 29)    |
| Adi        | Dudi, Menachem              | Menachem, Shimi                                   | Menachem, Dudi                    | Sin Nominaciones   | Eliminado (Día 29)    | Eliminado (Día 29)    |
| Sharona    | Guy, Menachem               | Corinne, Menachem                                 | Dudi, Pnina                       | Sin Nominaciones   | Eliminada (Día 29)    | Eliminada (Día 29)    |
| Amir       | Menachem, Shimi             | Dudi, Shimi                                       | Dudi, Pnina                       | Eliminada (Día 24) | Eliminada (Día 24)    | Eliminada (Día 24)    |
| Maya       | Dudi, Menachem              | Menachem, Shimi                                   | Dudi, Pnina                       | Eliminada (Día 24) | Eliminada (Día 24)    | Eliminada (Día 24)    |
| Kochi      | Dudi, Menachem              | Dudi, Menachem                                    | Eliminado (Día 17)                | Eliminado (Día 17) | Eliminado (Día 17)    | Eliminado (Día 17)    |
| Daniela    | Menachem, Shimi             | Menachem, Shimi                                   | Eliminada (Día 17)                | Eliminada (Día 17) | Eliminada (Día 17)    | Eliminada (Día 17)    |
| Yossi      | Dudi, Guy                   | Eliminado (Day 10)                                | Eliminado (Day 10)                | Eliminado (Day 10) | Eliminado (Day 10)    | Eliminado (Day 10)    |
| Notas      | 1                           | Ninguna                                           | Ninguna                           | 2                  | 3                     | 3                     |
| Nominados  | Dudi, Maya, Menachem, Yossi | Amir, Daniela, Dudi, Kochi, Maya, Menachem, Shimi | Amir, Dudi, Maya, Menachem, Pnina | Todos              | Ninguno               | Ninguno               |
| Eliminados | Yossi                       | Daniela Kochi                                     | Maya Amir                         | Sharona Adi Guy    | Corinne Quinto lugar  | Pnina Cuarto lugar    |
| Eliminados | Yossi                       | Daniela Kochi                                     | Maya Amir                         | Sharona Adi Guy    | Menachem Tercer lugar | Shimi Segundo lugar   |
| Eliminados | Yossi                       | Daniela Kochi                                     | Maya Amir                         | Sharona Adi Guy    | Dudi GANADOR!         |                       |

Notas:

1 Durante la primera semana Amir tuvo que juzgar a los demás participantes mientras hacían las tareas y elegir a tres de ellos para ser nominados.

2 Les anunciaron a los participantes que los 8 jugadores que se queden en la casa estarían en la final, pero no sabían que dos días antes los últimos tres serían eliminados y solo los 5 primeros participarían en la verdadera final. Las votaciones para escoger un ganador comenzaron una semana antes de la final.

3 No hubo nominaciones en la semanal final y el público estuvo votando por quién querían que gane, en vez de expulsar.

## HaAh HaGadol 2 (2009-2010)
- 15 de noviembre de 2009 - 4 de marzo de 2010 (110 días).

HaAh HaGadol 2 (hebreo: 2 האח הגדול, literalmente El gran hermano 2) es la segunda temporada de la versión israelí de Gran Hermano. Dieciséis concursantes entraron en la casa el primer día, y otros cinco se unieron a estos después de 43 días. El giro de esta temporada fue que la casa estaba dividida en dos, y la introducción de un líder semanal.

### Concursantes
| Concursante             | Lugar de residencia | Edad    | Ocupación                                                      | Duración | Información             |
| ----------------------- | ------------------- | ------- | -------------------------------------------------------------- | -------- | ----------------------- |
| Eliraz Sadeh            | Hadera              | 27 años | Mesero                                                         | 109 días | Ganador                 |
| Sa'ar Scheinfein        | Tel Aviv            | 37 años | Abogado                                                        | 109 días | 2.º finalista           |
| Alin Levi               | Rishon LeZion       | 19 años | Servicio militar y Modelo                                      | 30 días  | 3.er finalista          |
| Futna Jaber             | Tel Aviv            | 37 años | Propietaria de restaurante                                     | 109 días | 4.ª finalista           |
| Go'el Pinto             | Tel Aviv            | 39 años | Escritor y Cinematógrafo                                       | 109 días | 5.º finalista           |
| Erez de Drasner         | Haifa               | 31 años | Modelo                                                         | 104 días | 12.º eliminado          |
| Ayala Reshef            | Tel Aviv            | 25 años | Publicista                                                     | 97 días  | 11.era eliminada        |
| Hila Ifergan            | Petah Tikva         | 25 años | Secretaria de empresa de correos                               | 48 días  | 10.ª eliminada          |
| Edna Kaneti             | Hod Hasharon        | 54 años |                                                                | 35 días  | 3.er abandonoC          |
| Tomer Lanzmann          | Giv'atayim          | 25 años | Gerente de eventos en cafetería y Estudiante de comunicaciones | 27 días  | Reserva y 9.º eliminado |
| Sarah Levin             | Tel Aviv            | 61 años |                                                                | 62 días  | 8.ª eliminada           |
| Dana Rahamimov          | Caesarea            | 25 años |                                                                | 13 días  | Reserva y 7.ª eliminada |
| Tamara Haimov           | Tel Aviv            | 36 años | Gerente de ventas y Estudiante de gerencia médica              | 13 días  | Reserva y 6.ª eliminada |
| Yosef Natan Bachar      | Moshav Olesh        | 31 años | Instructor de yoga                                             | 48 días  | 5.º eliminado           |
| Stav Vaknin             | Ramla               | 25 años | Estudiante                                                     | 37 días  | 4.ª eliminada           |
| Bentsi Shani            | Modi'in             | 45 años | Plomero                                                        | 35 días  | 2.º abandono            |
| Aviv Savyon             | Neve Monosson       | 26 años | Empleado en computadoras y sistemas informáticos               | 30 días  | 3.er eliminado          |
| Ji Shemesh              | Ramla               | 29 años | Agente de seguros y secretaria de control                      | 21 días  | 2.ª expulsada           |
| Moti Khudeda            | Kiryat Tiv'on       | 32 años | Empleado en un puerto                                          | 14 días  | 1.er abandonoB          |
| Ma'ayan Buzaglo Khudeda | Kiryat Tiv'on       | 22 años | Peluquera                                                      | 14 días  | 1.era expulsadaA        |
| Dalit Leumi             | Tel Aviv            | 34 años | Diseñadora de modas                                            | 9 días   | 1.era eliminada         |

Notas:

A Ma'ayan fue expulsada del juego por comportamiento inaceptable después de maldecir repetidamente a sus compañeros, utilizar lenguaje amenazante y violento contra ellos y arrojarle un vaso de agua a un participante.

B Moti era el esposo de Ma'ayan. Al ser ella expulsada, decidió dejar el juego.

C Edna abandonó la casa por razones médicas.

### Estadísticas semanales
|            | Semana 1                                                                          | Semana 2              | Semana 3                      | Semana 4           | Semana 5                        | Semana 6              | Semana 7           | Semana 8                                                         | Semana 9                           | Semana 10                   | Semana 11                  | Semana 12             | Semana 13               | Semana 14           | Semana 15                        | Final Semana 16         | Final Semana 16         |
| ---------- | --------------------------------------------------------------------------------- | --------------------- | ----------------------------- | ------------------ | ------------------------------- | --------------------- | ------------------ | ---------------------------------------------------------------- | ---------------------------------- | --------------------------- | -------------------------- | --------------------- | ----------------------- | ------------------- | -------------------------------- | ----------------------- | ----------------------- |
| Eliraz     | Sin Nominaciones                                                                  | Sin Nominaciones      | Stav, Yosef                   | Aviv, Stav         | Yosef, Stav                     | Sin Nominaciones      | Yosef, Ayala       | Alin, Go'el                                                      | Sa'ar, Sarah                       | Tomer, Ayala                | Sin Nominaciones           | Sin Nominaciones      | Ayala, Sa'ar            | Ayala, Sa'ar        | Sa'ar, Erez                      | Ganador (Día 110)       | Ganador (Día 110)       |
| Sa'ar      | Sin Nominaciones                                                                  | Sin Nominaciones      | Ji, Yosef                     | Yosef, Erez        | Yosef, Alin                     | Sin Nominaciones      | Yosef, Alin        | Ayala, Tomer                                                     | Go'el, Eliraz                      | Hila, Eliraz                | Sin Nominaciones           | Sin Nominaciones      | Hila, Alin              | Alin, Eliraz        | Alin, Eliraz                     | Segundo lugar (Día 110) | Segundo lugar (Día 110) |
| Alin       | Desafío Completo                                                                  | Sin Nominaciones      | Aviv, Erez                    | Erez, Futna        | Yosef, Stav                     | Sin Nominaciones      | Sa'ar, Ayala       | Eliraz, Go'el                                                    | Sa'ar, Ayala                       | Tomer, Ayala                | Sin Nominaciones           | Sin Nominaciones      | Erez, Ayala             | Ayala, Futna        | Erez, Sa'ar                      | Tercer lugar (Día 110)  | Tercer lugar (Día 110)  |
| Futna      | Sin Nominaciones                                                                  | Sin Nominaciones      | Sarah, Stav                   | Aviv, Yosef        | Yosef, Sarah                    | Sin Nominaciones      | Sarah, Yosef       | Eliraz, Go'el                                                    | Tomer, Sarah                       | Tomer, Edna                 | Sin Nominaciones           | Sin Nominaciones      | Hila, Erez              | Erez, Ayala         | Alin, Erez                       | Cuarto lugar (Día 110)  | Cuarto lugar (Día 110)  |
| Go'el      | Sin Nominaciones                                                                  | Sin Nominaciones      | Aviv, Ji                      | Aviv, Erez         | Yosef, Sarah                    | Sin Nominaciones      | Yosef, Erez        | Alin, Eliraz                                                     | Sa'ar, Ayala                       | Sa'ar, Tomer                | Sin Nominaciones           | Sin Nominaciones      | Erez, Ayala             | Ayala, Erez         | Erez, Sa'ar                      | Quinto lugar (Día 110)  | Quinto lugar (Día 110)  |
| Erez       | Sin Nominaciones                                                                  | Sin Nominaciones      | Go'el, Futna                  | Go'el, Futna       | Go'el, Alin                     | Sin Nominaciones      | Alin, Ayala        | Sa'ar, Tomer                                                     | Go'el, Alin                        | Go'el, Alin                 | Sin Nominaciones           | Sin Nominaciones      | Alin, Go'el             | Alin, Eliraz        | Go'el, Alin                      | Eliminado (Día 105)     | Eliminado (Día 105)     |
| Ayala      | Sin Nominaciones                                                                  | Sin Nominaciones      | Bentsi, Yosef                 | Yosef, Bentsi      | Yosef, Stav                     | Sin Nominaciones      | Sarah, Alin        | Sa'ar, Tomer                                                     | Eliraz, Hila                       | Hila, Eliraz                | Sin Nominaciones           | Sin Nominaciones      | Hila, Alin              | Alin, Eliraz        | Eliminado (Día 98)               | Eliminado (Día 98)      | Eliminado (Día 98)      |
| Hila       | 'No Estaba                                                                        | 'No Estaba            | 'No Estaba                    | 'No Estaba         | 'No Estaba                      | 'No Estaba            | Ayala, Alin        | Dana, Tomer                                                      | Sa'ar, Ayala                       | Sa'ar, Ayala                | Sin Nominaciones           | Sin Nominaciones      | Sa'ar, Ayala            | Eliminado (Día 91)  | Eliminado (Día 91)               | Eliminado (Día 91)      | Eliminado (Día 91)      |
| Edna       | 'No Estaba                                                                        | 'No Estaba            | 'No Estaba                    | 'No Estaba         | 'No Estaba                      | 'No Estaba            | Sarah, Eliraz      | Eliraz, Go'el                                                    | Sarah, Tomer                       | Tomer, Sa'ar                | Sin Nominaciones           | Abandonó (Día 78)     | Abandonó (Día 78)       | Abandonó (Día 78)   | Abandonó (Día 78)                | Abandonó (Día 78)       | Abandonó (Día 78)       |
| Tomer      | 'No Estaba                                                                        | 'No Estaba            | 'No Estaba                    | 'No Estaba         | 'No Estaba                      | 'No Estaba            | Yosef, Eliraz      | Sarah, Sa'ar                                                     | Go'el, Eliraz                      | Eliraz, Go'el               | Eliminado (Día 70)         | Eliminado (Día 70)    | Eliminado (Día 70)      | Eliminado (Día 70)  | Eliminado (Día 70)               | Eliminado (Día 70)      | Eliminado (Día 70)      |
| Sarah      | Desafío Completo                                                                  | Sin Nominaciones      | Futna, Yosef                  | Yosef, Bentsi      | Yosef, Futna                    | Sin Nominaciones      | Ayala, Sa'ar       | Tamara, Tomer                                                    | Edna, Eliraz                       | Eliminado (Día 63)          | Eliminado (Día 63)         | Eliminado (Día 63)    | Eliminado (Día 63)      | Eliminado (Día 63)  | Eliminado (Día 63)               | Eliminado (Día 63)      | Eliminado (Día 63)      |
| Dana       | 'No Estaba                                                                        | 'No Estaba            | 'No Estaba                    | 'No Estaba         | 'No Estaba                      | 'No Estaba            | Sarah, Alin        | Hila, Tomer                                                      | Eliminado (Día 56)                 | Eliminado (Día 56)          | Eliminado (Día 56)         | Eliminado (Día 56)    | Eliminado (Día 56)      | Eliminado (Día 56)  | Eliminado (Día 56)               | Eliminado (Día 56)      | Eliminado (Día 56)      |
| Tamara     | 'No Estaba                                                                        | 'No Estaba            | 'No Estaba                    | 'No Estaba         | 'No Estaba                      | 'No Estaba            | Futna, Ayala       | Sarah, Tomer                                                     | Eliminado (Día 56)                 | Eliminado (Día 56)          | Eliminado (Día 56)         | Eliminado (Día 56)    | Eliminado (Día 56)      | Eliminado (Día 56)  | Eliminado (Día 56)               | Eliminado (Día 56)      | Eliminado (Día 56)      |
| Yosef      | Sin Nominaciones                                                                  | Sin Nominaciones      | Bentsi, Sarah                 | Bentsi, Erez       | Sarah, Futna                    | Sin Nominaciones      | Alin, Futna        | Eliminado (Día 49)                                               | Eliminado (Día 49)                 | Eliminado (Día 49)          | Eliminado (Día 49)         | Eliminado (Día 49)    | Eliminado (Día 49)      | Eliminado (Día 49)  | Eliminado (Día 49)               | Eliminado (Día 49)      | Eliminado (Día 49)      |
| Stav       | Sin Nominaciones                                                                  | Sin Nominaciones      | Futna, Ji                     | Aviv, Yosef        | Alin, Futna                     | Eliminado (Día 38)    | Eliminado (Día 38) | Eliminado (Día 38)                                               | Eliminado (Día 38)                 | Eliminado (Día 38)          | Eliminado (Día 38)         | Eliminado (Día 38)    | Eliminado (Día 38)      | Eliminado (Día 38)  | Eliminado (Día 38)               | Eliminado (Día 38)      | Eliminado (Día 38)      |
| Bentsi     | Sin Nominaciones                                                                  | Sin Nominaciones      | Yosef, Erez                   | Erez, Aviv         | Abandonó (Día 36)               | Abandonó (Día 36)     | Abandonó (Día 36)  | Abandonó (Día 36)                                                | Abandonó (Día 36)                  | Abandonó (Día 36)           | Abandonó (Día 36)          | Abandonó (Día 36)     | Abandonó (Día 36)       | Abandonó (Día 36)   | Abandonó (Día 36)                | Abandonó (Día 36)       | Abandonó (Día 36)       |
| Aviv       | Desafío Completo                                                                  | Sin Nominaciones      | Ji, Alin                      | Alin, Eliraz       | Eliminado (Día 31)              | Eliminado (Día 31)    | Eliminado (Día 31) | Eliminado (Día 31)                                               | Eliminado (Día 31)                 | Eliminado (Día 31)          | Eliminado (Día 31)         | Eliminado (Día 31)    | Eliminado (Día 31)      | Eliminado (Día 31)  | Eliminado (Día 31)               | Eliminado (Día 31)      | Eliminado (Día 31)      |
| Ji         | Sin Nominaciones                                                                  | Sin Nominaciones      | Aviv, Sarah                   | Eliminado (Día 22) | Eliminado (Día 22)              | Eliminado (Día 22)    | Eliminado (Día 22) | Eliminado (Día 22)                                               | Eliminado (Día 22)                 | Eliminado (Día 22)          | Eliminado (Día 22)         | Eliminado (Día 22)    | Eliminado (Día 22)      | Eliminado (Día 22)  | Eliminado (Día 22)               | Eliminado (Día 22)      | Eliminado (Día 22)      |
| Moti       | Desafío Completo                                                                  | Sin Nominaciones      | Abandonó (Día 15)             | Abandonó (Día 15)  | Abandonó (Día 15)               | Abandonó (Día 15)     | Abandonó (Día 15)  | Abandonó (Día 15)                                                | Abandonó (Día 15)                  | Abandonó (Día 15)           | Abandonó (Día 15)          | Abandonó (Día 15)     | Abandonó (Día 15)       | Abandonó (Día 15)   | Abandonó (Día 15)                | Abandonó (Día 15)       | Abandonó (Día 15)       |
| Ma'ayan    | Desafío Completo                                                                  | Sin Nominaciones      | Expulsado (Día 15)            | Expulsado (Día 15) | Expulsado (Día 15)              | Expulsado (Día 15)    | Expulsado (Día 15) | Expulsado (Día 15)                                               | Expulsado (Día 15)                 | Expulsado (Día 15)          | Expulsado (Día 15)         | Expulsado (Día 15)    | Expulsado (Día 15)      | Expulsado (Día 15)  | Expulsado (Día 15)               | Expulsado (Día 15)      | Expulsado (Día 15)      |
| Dalit      | Sin Nominaciones                                                                  | Eliminado (Día 10)    | Eliminado (Día 10)            | Eliminado (Día 10) | Eliminado (Día 10)              | Eliminado (Día 10)    | Eliminado (Día 10) | Eliminado (Día 10)                                               | Eliminado (Día 10)                 | Eliminado (Día 10)          | Eliminado (Día 10)         | Eliminado (Día 10)    | Eliminado (Día 10)      | Eliminado (Día 10)  | Eliminado (Día 10)               | Eliminado (Día 10)      | Eliminado (Día 10)      |
| Notas      | 1                                                                                 | Ninguna               | Ninguna                       | Ninguna            | Ninguna                         | Ninguna               | 2                  | 3                                                                | Ninguna                            | Ninguna                     | 4                          | Ninguna               | Ninguna                 | Ninguna             | 5                                | 6                       | 6                       |
| Líder      | No hubo                                                                           | No hubo               | No hubo                       | Sarah              | Erez                            | Erez                  | Go'el              | No hubo                                                          | No hubo                            | No hubo                     | No hubo                    | No hubo               | No hubo                 | No hubo             | No hubo                          | No hubo                 | No hubo                 |
| Nominados  | Ayala, Bentsi, Dalit, Eliraz, Erez, Futna, Go'el, Ji, Ma'ayan, Sa'ar, Stav, Yosef | Ninguna               | Aviv, Futna, Ji, Sarah, Yosef | Aviv, Erez, Yosef  | Alin, Futna, Sarah, Stav, Yosef | Ninguna               | Alin, Ayala, Yosef | Alin, Ayala, Dana, Edna, Erez, Futna, Hila, Sa'ar, Sarah, Tamara | Ayala, Eliraz, Go'el, Sa'ar, Sarah | Ayala, Eliraz, Sa'ar, Tomer | Todos                      | Ninguna               | Alin, Ayala, Erez, Hila | Alin, Ayala, Eliraz | Alin, Eliraz, Erez, Go'el, Sa'ar | Ninguna                 | Ninguna                 |
| Abandonos  | Ninguna                                                                           | Moti                  | Ninguna                       | Ninguna            | Bentsi                          | Ninguna               | Ninguna            | Ninguna                                                          | Ninguna                            | Ninguna                     | Edna                       | Ninguna               | Ninguna                 | Ninguna             | Ninguna                          | Ninguna                 | Ninguna                 |
| Expulsados | Ninguna                                                                           | Ma'ayan               | Ninguna                       | Ninguna            | Ninguna                         | Ninguna               | Ninguna            | Ninguna                                                          | Ninguna                            | Ninguna                     | Ninguna                    | Ninguna               | Ninguna                 | Ninguna             | Ninguna                          | Ninguna                 | Ninguna                 |
| Eliminados | Dalit                                                                             | Eliminación cancelada | Ji                            | Aviv               | Stav                            | Eliminación cancelada | Yosef              | Tamara Dana                                                      | Sarah                              | Tomer                       | Eliraz (eliminación falsa) | Eliminación cancelada | Hila                    | Ayala               | Erez                             | Go'el Quinto lugar      | Futna Cuarto lugar      |
| Eliminados | Dalit                                                                             | Eliminación cancelada | Ji                            | Aviv               | Stav                            | Eliminación cancelada | Yosef              | Tamara Dana                                                      | Sarah                              | Tomer                       | Eliraz (eliminación falsa) | Eliminación cancelada | Hila                    | Ayala               | Erez                             | Alin Tercer lugar       | Sa'ar Segundo lugar     |
| Eliminados | Dalit                                                                             | Eliminación cancelada | Ji                            | Aviv               | Stav                            | Eliminación cancelada | Yosef              | Tamara Dana                                                      | Sarah                              | Tomer                       | Eliraz (eliminación falsa) | Eliminación cancelada | Hila                    | Ayala               | Erez                             | Eliraz Ganador          |                         |

Notas:

1 Alin, Aviv, Moti, Ma'ayan y Sarah estuvieron invictos de ser nominados después de ganar una misión secreta: esconder el hecho de que Ma'ayan y Moti son una pareja casada. Ma'ayan fue nominada de todos modos por romper las reglas del juego.

2 Dana, Edna, Hila, Tamara y Tomer estuvieron inmunes de ser nominados por ser nuevos concursantes.

3 Los participantes nominaron en positivo y quienes cosechaban mayor cantidad de votos obtenían inmunidad. Por primera vez en esta edición, dos participantes fueron eliminados de la casa.

4 Esta semana fue falsa. Una participante llamada Byrdie entró con la chance de convertirse en una verdadera concursante de Gran Hermano Israel; fue eliminada. El día 77, Eliraz fue eliminado y entrevistado por los conductores del show y luego regresó a la casa.

5 En la semana 15, cualquier concursante que obtuviera al menos un voto, sería nominado para abandonar la casa.

6 No hubo nominaciones en la última semana y el público estuvo votando en positivo para elegir un ganador.

## HaAh HaGadol 3 (2010-2011)

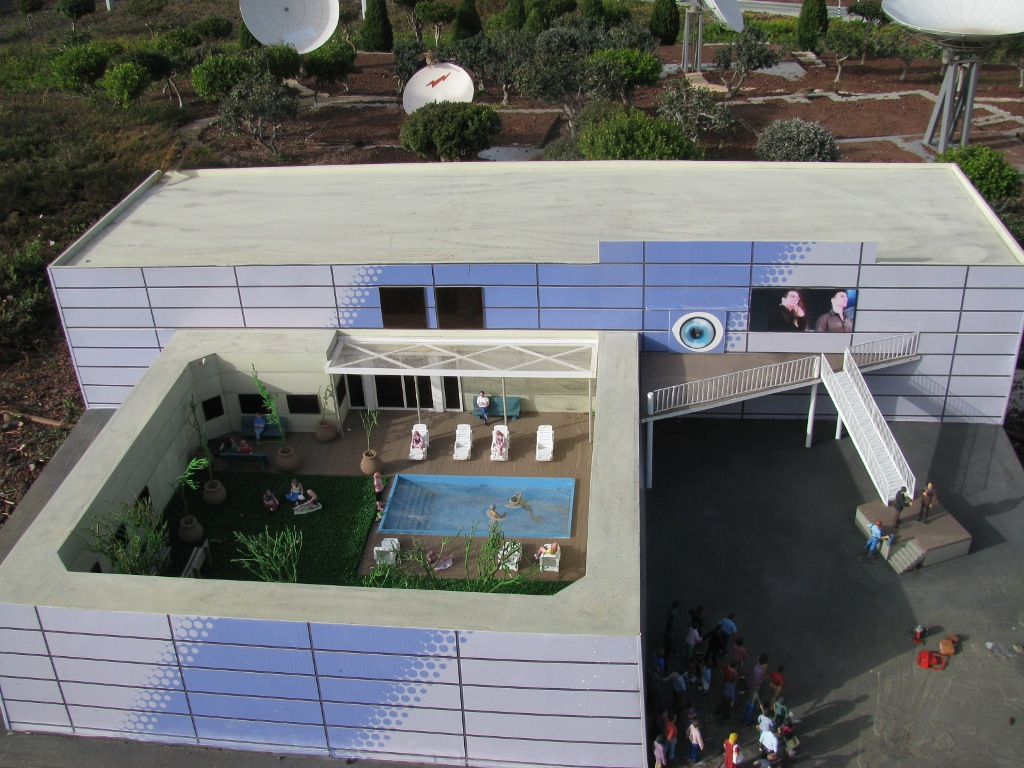
Casa de HaAh HaGadol

- 8 de diciembre de 2010 - 26 de marzo de 2011 (109 días).

HaAh HaGadol 3 (hebreo: 3 האח הגדול, literalmente El gran hermano 3) es la tercera temporada de la versión israelí del reality show Gran Hermano. A diferencia de sus antecesores, diecisiete participantes entraron el primer día, en vez de dieciséis. Otros cinco concursantes se unieron el día 50.

### Concursantes
| Concursante             | Lugar de residencia | Edad    | Duración | Información               |
| ----------------------- | ------------------- | ------- | -------- | ------------------------- |
| Yaakov "Jackie" Menahem | Ramat Gan           | 22 años | 108 días | Ganador                   |
| Lihi Griner             | Los Ángeles         | 26 años | 108 días | 2.ª finalista             |
| Nofar Moor              | Tel Aviv            | 22 años | 108 días | 3.era finalista           |
| Amir Goldberg           | Metula/Tel Aviv     | 28 años | 108 días | 4.º finalista             |
| Sivan Avrahami          | Or Yehuda           | 26 años | 108 días | 5.ª finalista             |
| Frida Hecht             | Tel Aviv            | 46 años | 101 días | 17.ª eliminada            |
| Li Oz Cohen             | Tel Aviv            | 25 años | 98 días  | 16.ª eliminada            |
| Elad Zafani             | Tel Aviv            | 21 años | 94 días  | 15.º eliminado            |
| Hila Akray              | Jerusalén           | 25 años | 38 días  | Reserva y 14.ª eliminada  |
| Tomer Zrihan            | Pardes Hanna-Karkur | 34 años | 38 días  | Reserva y 13.er eliminado |
| Merav Batito            | Ra'anana            | 41 años | 31 días  | Reserva y 12.º eliminado  |
| Ram Preiss Sitton       | Netanya             | 26 años | 24 días  | Reserva y 11.er eliminado |
| Dana Ron                | Tel Aviv            | 38 años | 66 días  | 10.ª eliminada            |
| Atay Schulberg          | Jerusalén           | 27 años | 59 días  | 9.º eliminado             |
| Yoav Maor               | Kfar Saba           | 21 años | 59 días  | 8.º eliminado             |
| Aviram Ben Shoshan      | Los Ángeles         | 30 años | 3 días   | Reserva y 7.º eliminadoB  |
| Liam Raz                | Haifa               | 27 años | 45 días  | 6.º eliminado             |
| Rinat Gitter            | Petah Tikva         | 21 años | 38 días  | 5.ª eliminadaA            |
| Shiran Gitter           | Petah Tikva         | 21 años | 38 días  | 4.ª eliminadaA            |
| Igal Alenkri            | Ramat Gan           | 50 años | 31 días  | 3.er eliminado            |
| Yoram Cohen             | Ofra                | 49 años | 21 días  | 2.º eliminado             |
| Sivan Dror              | Haifa               | 28 años | 10 días  | 1.er eliminada            |

Notas:

A Rinat y Shiran son hermanas gemelas.

B Aviram estuvo comprometido, antes de participar, con la concursante Lihi.

### Estadísticas semanales
|            | Semana 1                                                                           | Semana 2                | Semana 3                | Semana 4           | Semana 5           | Semana 6                | Semana 7                        | Semana 8                                                            | Semana 9                  | Semana 10                     | Semana 11          | Semana 12                               | Semana 13                                         | Semana 14          | Semana 15           | Final Semana 16         | Final Semana 16         |
| ---------- | ---------------------------------------------------------------------------------- | ----------------------- | ----------------------- | ------------------ | ------------------ | ----------------------- | ------------------------------- | ------------------------------------------------------------------- | ------------------------- | ----------------------------- | ------------------ | --------------------------------------- | ------------------------------------------------- | ------------------ | ------------------- | ----------------------- | ----------------------- |
| Jackie     | Desafío Completo                                                                   | Igal, Liam              | Sin Nominaciones        | Igal, Liam         | Sin Nominaciones   | Liam, Amir              | Aviram                          | Sin Nominaciones                                                    | Amir, Tomer               | Tomer, Hila                   | Tomer, Hila        | Tomer, Hila                             | Lihi, Frida                                       | Sin Nominaciones   | Frida, Lihi         | Ganador (Día 109)       | Ganador (Día 109)       |
| Lihi       | Desafío Completo                                                                   | Liam, Yoram             | Sin Nominaciones        | Igal, Dana         | Sin Nominaciones   | Liam, Dana              | Aviram                          | Sin Nominaciones                                                    | Dana, Nofar               | Jackie, Nofar                 | Nofar, Merav       | Jackie, Nofar                           | Nofar, Jackie                                     | Sin Nominaciones   | Nofar, Jackie       | Segundo lugar (Día 109) | Segundo lugar (Día 109) |
| Nofar      | Sin Nominaciones                                                                   | Yoram, Liam             | Sin Nominaciones        | Dana, Liam         | Sin Nominaciones   | Dana, Liam              | Aviram                          | Sin Nominaciones                                                    | Hila, Frida               | Frida, Hila                   | Hila, Lihi         | Hila, Lihi                              | Frida, Lihi                                       | Sin Nominaciones   | Frida, Lihi         | Tercer lugar (Día 109)  | Tercer lugar (Día 109)  |
| Amir       | Sin Nominaciones                                                                   | Shiran, Igal            | Sin Nominaciones        | Lihi, Frida        | Sin Nominaciones   | Atay, Frida             | Aviram                          | Sin Nominaciones                                                    | Frida, Ram                | Ram, Frida                    | Li Oz, Frida       | Elad, Lihi                              | Li Oz, Lihi                                       | Sin Nominaciones   | Frida, Lihi         | Cuarto lugar (Día 109)  | Cuarto lugar (Día 109)  |
| Sivan A.   | Sin Nominaciones                                                                   | Igal, Shiran            | Sin Nominaciones        | Lihi, Frida        | Sin Nominaciones   | Lihi, Frida             | Aviram                          | Sin Nominaciones                                                    | Tomer, Frida              | Hila, Merav                   | Hila, Tomer        | Hila, Tomer                             | Elad, Frida                                       | Sin Nominaciones   | Frida, Jackie       | Quinto lugar (Día 109)  | Quinto lugar (Día 109)  |
| Frida      | Sin Nominaciones                                                                   | Yoram, Liam             | Sin Nominaciones        | Igal, Amir         | Sin Nominaciones   | Amir, Dana              | Aviram                          | Sin Nominaciones                                                    | Dana, Nofar               | Nofar, Amir                   | Nofar, Merav       | Nofar, Tomer                            | Nofar, Jackie                                     | Sin Nominaciones   | Amir, Sivan A.      | Eliminado (Día 102)     | Eliminado (Día 102)     |
| Li Oz      | Sin Nominaciones                                                                   | Nofar, Rinat            | Sin Nominaciones        | Dana, Igal         | Sin Nominaciones   | Liam, Amir              | Aviram                          | Sin Nominaciones                                                    | Amir, Dana                | Amir, Ram                     | Amir, Hila         | Jackie, Hila                            | Jackie, Sivan A.                                  | Sin Nominaciones   | Eliminado (Día 99)  | Eliminado (Día 99)      | Eliminado (Día 99)      |
| Elad       | Desafío Completo                                                                   | Igal, Dana              | Sin Nominaciones        | Yoav, Dana         | Sin Nominaciones   | Liam, Dana              | Aviram                          | Sin Nominaciones                                                    | Dana, Frida               | Hila, Sivan A.                | Hila, Sivan A.     | Frida, Amir                             | Frida, Sivan A.                                   | Eliminado (Día 95) | Eliminado (Día 95)  | Eliminado (Día 95)      | Eliminado (Día 95)      |
| Hila       | No Estaba                                                                          | No Estaba               | No Estaba               | No Estaba          | No Estaba          | No Estaba               | En Sección Privada              | Li Oz, Frida                                                        | Tomer, Nofar              | Nofar, Tomer                  | Nofar, Merav       | Jackie, Sivan A.                        | Eliminado (Día 88)                                | Eliminado (Día 88) | Eliminado (Día 88)  | Eliminado (Día 88)      | Eliminado (Día 88)      |
| Tomer      | No Estaba                                                                          | No Estaba               | No Estaba               | No Estaba          | No Estaba          | No Estaba               | En Sección Privada              | Li Oz, Jackie                                                       | Frida, Hila               | Ram, Hila                     | Amir, Hila         | Nofar, Sivan A.                         | Eliminado (Día 88)                                | Eliminado (Día 88) | Eliminado (Día 88)  | Eliminado (Día 88)      | Eliminado (Día 88)      |
| Merav      | No Estaba                                                                          | No Estaba               | No Estaba               | No Estaba          | No Estaba          | No Estaba               | En Sección Privada              | Li Oz, Yoav                                                         | Nofar, Sivan A.           | Hila, Sivan A.                | Hila, Frida        | Eliminado (Día 81)                      | Eliminado (Día 81)                                | Eliminado (Día 81) | Eliminado (Día 81)  | Eliminado (Día 81)      | Eliminado (Día 81)      |
| Ram        | No Estaba                                                                          | No Estaba               | No Estaba               | No Estaba          | No Estaba          | No Estaba               | En Sección Privada              | Sivan A., Yoav                                                      | Amir, Tomer               | Amir, Tomer                   | Eliminado (Día 74) | Eliminado (Día 74)                      | Eliminado (Día 74)                                | Eliminado (Día 74) | Eliminado (Día 74)  | Eliminado (Día 74)      | Eliminado (Día 74)      |
| Dana       | Sin Nominaciones                                                                   | Elad, Li Oz             | Sin Nominaciones        | Lihi, Frida        | Sin Nominaciones   | Lihi, Frida             | Aviram                          | Sin Nominaciones                                                    | Lihi, Frida               | Eliminado (Día 67)            | Eliminado (Día 67) | Eliminado (Día 67)                      | Eliminado (Día 67)                                | Eliminado (Día 67) | Eliminado (Día 67)  | Eliminado (Día 67)      | Eliminado (Día 67)      |
| Atay       | Sin Nominaciones                                                                   | Dana, Igal              | Sin Nominaciones        | Igal, Amir         | Sin Nominaciones   | Dana, Liam              | Aviram                          | Sin Nominaciones                                                    | Eliminado (Día 60)        | Eliminado (Día 60)            | Eliminado (Día 60) | Eliminado (Día 60)                      | Eliminado (Día 60)                                | Eliminado (Día 60) | Eliminado (Día 60)  | Eliminado (Día 60)      | Eliminado (Día 60)      |
| Yoav       | Sin Nominaciones                                                                   | Yoram, Amir             | Sin Nominaciones        | Lihi, Atay         | Sin Nominaciones   | Lihi, Frida             | Aviram                          | Sin Nominaciones                                                    | Eliminado (Día 60)        | Eliminado (Día 60)            | Eliminado (Día 60) | Eliminado (Día 60)                      | Eliminado (Día 60)                                | Eliminado (Día 60) | Eliminado (Día 60)  | Eliminado (Día 60)      | Eliminado (Día 60)      |
| Aviram     | No Estaba                                                                          | No Estaba               | No Estaba               | No Estaba          | No Estaba          | No Estaba               | En Sección Privada              | Eliminado (Día 53)                                                  | Eliminado (Día 53)        | Eliminado (Día 53)            | Eliminado (Día 53) | Eliminado (Día 53)                      | Eliminado (Día 53)                                | Eliminado (Día 53) | Eliminado (Día 53)  | Eliminado (Día 53)      | Eliminado (Día 53)      |
| Liam       | Sin Nominaciones                                                                   | Igal, Nofar             | Sin Nominaciones        | Frida, Lihi        | Sin Nominaciones   | Nofar, Lihi             | Eliminado (Día 46)              | Eliminado (Día 46)                                                  | Eliminado (Día 46)        | Eliminado (Día 46)            | Eliminado (Día 46) | Eliminado (Día 46)                      | Eliminado (Día 46)                                | Eliminado (Día 46) | Eliminado (Día 46)  | Eliminado (Día 46)      | Eliminado (Día 46)      |
| Rinat      | Desafío Completo                                                                   | Li Oz, Amir             | Sin Nominaciones        | Li Oz, Frida       | Sin Nominaciones   | Eliminado (Día 39)      | Eliminado (Día 39)              | Eliminado (Día 39)                                                  | Eliminado (Día 39)        | Eliminado (Día 39)            | Eliminado (Día 39) | Eliminado (Día 39)                      | Eliminado (Día 39)                                | Eliminado (Día 39) | Eliminado (Día 39)  | Eliminado (Día 39)      | Eliminado (Día 39)      |
| Shiran     | Desafío Completo                                                                   | Amir, Liam              | Sin Nominaciones        | Frida, Li Oz       | Sin Nominaciones   | Eliminado (Día 39)      | Eliminado (Día 39)              | Eliminado (Día 39)                                                  | Eliminado (Día 39)        | Eliminado (Día 39)            | Eliminado (Día 39) | Eliminado (Día 39)                      | Eliminado (Día 39)                                | Eliminado (Día 39) | Eliminado (Día 39)  | Eliminado (Día 39)      | Eliminado (Día 39)      |
| Igal       | Desafío Completo                                                                   | Amir, Sivan A.          | Sin Nominaciones        | Liam, Frida        | Eliminado (Día 32) | Eliminado (Día 32)      | Eliminado (Día 32)              | Eliminado (Día 32)                                                  | Eliminado (Día 32)        | Eliminado (Día 32)            | Eliminado (Día 32) | Eliminado (Día 32)                      | Eliminado (Día 32)                                | Eliminado (Día 32) | Eliminado (Día 32)  | Eliminado (Día 32)      | Eliminado (Día 32)      |
| Yoram      | Sin Nominaciones                                                                   | Igal, Shiran            | Sin Nominaciones        | Eliminado (Día 22) | Eliminado (Día 22) | Eliminado (Día 22)      | Eliminado (Día 22)              | Eliminado (Día 22)                                                  | Eliminado (Día 22)        | Eliminado (Día 22)            | Eliminado (Día 22) | Eliminado (Día 22)                      | Eliminado (Día 22)                                | Eliminado (Día 22) | Eliminado (Día 22)  | Eliminado (Día 22)      | Eliminado (Día 22)      |
| Sivan D.   | Sin Nominaciones                                                                   | Eliminado (Día 11)      | Eliminado (Día 11)      | Eliminado (Día 11) | Eliminado (Día 11) | Eliminado (Día 11)      | Eliminado (Día 11)              | Eliminado (Día 11)                                                  | Eliminado (Día 11)        | Eliminado (Día 11)            | Eliminado (Día 11) | Eliminado (Día 11)                      | Eliminado (Día 11)                                | Eliminado (Día 11) | Eliminado (Día 11)  | Eliminado (Día 11)      | Eliminado (Día 11)      |
| Notas      | 1                                                                                  | Ninguno                 | 2                       | Ninguno            | 3                  | Ninguno                 | 4                               | 5                                                                   | Ninguno                   | Ninguno                       | Ninguno            | 6                                       | 7                                                 | Ninguno            | Ninguno             | 8                       | 8                       |
| Nominados  | Amir, Atay, Dana, Frida, Igal, Liam, Li Oz, Nofar, Sivan A., Sivan D., Yoav, Yoram | Amir, Igal, Liam, Yoram | Amir, Igal, Liam, Yoram | Frida, Igal, Lihi  | Todos              | Dana, Frida, Liam, Lihi | Aviram, Hila, Merav, Ram, Tomer | Amir, Atay, Dana, Elad, Frida, Jackie, Lihi, Nofar, Sivan A., Yoav, | Dana, Frida, Nofar, Tomer | Amir, Hila, Nofar, Ram, Tomer | Hila, Merav, Nofar | Amir, Frida, Hila, Jackie, Nofar, Tomer | Elad, Frida, Jackie, Li Oz, Lihi, Nofar, Sivan A. | Todos              | Frida, Jackie, Lihi | Ninguno                 | Ninguno                 |
| Eliminados | Sivan D.                                                                           | Eliminación cancelada   | Yoram                   | Igal               | Shiran Rinat       | Liam                    | Aviram                          | Yoav Atay                                                           | Dana                      | Ram                           | Merav              | Tomer Hila                              | Elad                                              | Li Oz              | Frida               | Sivan A. Quinto lugar   | Amir Cuarto lugar       |
| Eliminados | Sivan D.                                                                           | Eliminación cancelada   | Yoram                   | Igal               | Shiran Rinat       | Liam                    | Aviram                          | Yoav Atay                                                           | Dana                      | Ram                           | Merav              | Tomer Hila                              | Elad                                              | Li Oz              | Frida               | Nofar Tercer lugar      | Lihi Segundo lugar      |
| Eliminados | Sivan D.                                                                           | Eliminación cancelada   | Yoram                   | Igal               | Shiran Rinat       | Liam                    | Aviram                          | Yoav Atay                                                           | Dana                      | Ram                           | Merav              | Tomer Hila                              | Elad                                              | Li Oz              | Frida               | Jackie Ganador          |                         |

Notes:

1 Shiran, Rinat, Jackie, Igal y Lihi estuvieron inmunes después de ganar una misión secreta: esconder el hecho de que Rinat tiene una hermana gemela. Luego, Elad ganó una misión personal y fue inmune en vez de Igal.

2 Jackie hizo un intercambio con Lydia Navarro de Gran Hermano (España) por una semana.

3 Por primera vez en esta temporada, dos concursantes son eliminados de Gran Hermano.

4 Aviram, Hila, Merav, Ram y Tomer eran nuevos participantes así que debían entrar a una sección privada durante los primeros cuatro días. Los viejos participantes debían escoger por uno de los nuevos a quien no querían que entrara en la casa. Después del voto, Aviram fue eliminado, y Hila, Merav, Ram y Tomer entraron a la casa.

5 Hila, Merav, Ram y Tomer fueron inmunes de ser nominados porque eran nuevos. Tuvieron que escoger dos participantes que quisieran que se quedara en la casa en vez de echar.

6 Como parte de la misión semanal, Elad tuvo que nominar a dos participantes públicamente. Estos dos (Frida y Amir) fueron automáticamente nominados para abandonar en adición a los otros nominados.

7 En la semana 13, cualquier participantes que tuviese por lo menos un voto, estaría nominado para abandonar la casa.

8 No hubo nominaciones la semanal final y el público estuvo votando para que un candidato gane.

## HaAh HaGadol 4 (2012)
- 1 de enero de 2012 - 1 de abril de 2012 (92 días)

### Concursantes
| Concursante            | Lugar de residencia | Edad    | Duración | Información     |
| ---------------------- | ------------------- | ------- | -------- | --------------- |
| Yekutiel (Kuti) Sebbag | Beit Shemesh        | 29 años | 93 días  | Ganador         |
| Tamir Verdi            | Tel Aviv            | 36 años |          | 2.º Finalista   |
| Saar Szekeli           | Tel Aviv            | 27 años | 93 días  | 3.er Finalista  |
| Sari Panoona Shimhov   | Tel Aviv            | 23 años | 93 días  | 4.º Finalista   |
| Yana Yoseph            | Tel Aviv            | 23 años | 93 días  | 5.º Finalista   |
| Avivit Bar Zohar       | Rehovot             | 29 años | 87 días  | 13.ª Eliminada  |
| Sophie Karwacki1       | Tel Aviv            | 34 años | 80 días  | 12.ª Eliminada  |
| Eran Tartakovsky       | Beer-Sheva          | 30 años | 80 días  | 11.er Eliminado |
| Tzvi Portal            | Tel Aviv            | 34 años | 28 días  | 10.º Eliminado  |
| Eitam Israelí          | Tel Aviv            | 27 años | 66 días  | 9.º Eliminado   |
| Einav Weiner           | Geulim              | 28 años | 21 días  | 8.ª Eliminada   |
| Liron Zehavi           | Holon               | 32 años | 14 días  | 7.º Eliminado   |
| Yael Baron             | Tel Aviv            | 47 años | 57 días  | 6.º Eliminado   |
| Shay Regeb             | Tel Aviv            | 34 años | 45 días  | 5.º Eliminado   |
| Yossi Srour            | Kiryat Ata          | 54 años | 38 días  | 4.ª Eliminada   |
| Kim Ratosch            | Kiryan Haim         | 32 años | 31 días  | 3.er Eliminado  |
| Aviv Zilver            | Netanya             | 25 años | 2 días   | 3.er Abandono   |
| Dudu Kapara            | Rehovot             | 34 años | 19 días  | 2.º Abandono    |
| Barry Simon Zohar      | Zichron Yaacob      | 52 años | 17 días  | 1.er Abandono   |
| Ziva Cohen             | Long Island, NY     | 34 años | 17 días  | 2.ª Eliminada   |
| Betty Kapara           | Rehovot             | 29 años | 10 días  | 1.ª Eliminada   |

### Estadísticas semanales
|            | Semana 1      | Semana 2           | Semana 3                | Semana 4                | Semana 5                                   | Semana 6             | Semana 7              | Semana 8           | Semana 9            | Semana 10                                                       | Semana 11          | Semana 12          | Semana13                 | Final Semana 14        | Final Semana 14        |
| ---------- | ------------- | ------------------ | ----------------------- | ----------------------- | ------------------------------------------ | -------------------- | --------------------- | ------------------ | ------------------- | --------------------------------------------------------------- | ------------------ | ------------------ | ------------------------ | ---------------------- | ---------------------- |
| Kuti       | Sophie, Eran  | Eran, Ziva         | Eran, Shay              | Sin nominaciones        | Eran, Shay                                 | Eran, Shay           | Eran, Saar            | Sin nominaciones   | Liron, Eran         | Sin nominaciones                                                | Eran, Sari         | Eran, Sari         | Saar, Sari               | Ganador (Day 93)       | Ganador (Day 93)       |
| Tamir      | Sari, Kim     | Sari, Yossi        | Sari, Kim               | Sin nominaciones        | Tamir                                      | Yana, Sari           | Sari, Yana            | No nominations     | Sari, Yana          | Sin nominaciones                                                | Sari, Yana         | Yana, Sari         | Yana, Sari               | Segundo lugar (Day 93) | Segundo lugar (Day 93) |
| Saar       | Barry, Sophie | Barry, Kuti        | Shay, Sophie            | No nominations          | Saar                                       | Shay, Avivit         | Avivit, Kuti          | No nominations     | Liron, Tzvi         | No nominations                                                  | Tzvi, Kuti         | Avivit, Kuti       | Avivit, Kuti             | Tercer lugar (Day 93)  | Tercer lugar (Day 93)  |
| Sari       | Ziva, Barry   | Ziva, Barry        | Sophie, Avivit          | No nominations          | Avivit, Sophie                             | Avivit, Shay         | Avivit, Yael          | No nominations     | Liron, Tzvi         | No nominations                                                  | Tzvi, Kuti         | Kuti, Avivit       | Kuti, Avivit             | Cuarto lugar (Day 93)  | Cuarto lugar (Day 93)  |
| Yana       | Barry, Ziva   | Ziva, Barry        | Kim, Avivit             | No nominations          | Yana                                       | Shay, Avivit         | Avivit, Eran          | No nominations     | Liron, Avivit       | No nominations                                                  | Avivit, Tzvi       | Avivit, Tamir      | Avivit, Tamir            | Quinto lugar (Day 93)  | Quinto lugar (Day 93)  |
| Avivit     | Ziva, Sari    | Ziva, Barry        | Yana, Saar              | No nominations          | Saar, Yana                                 | Yana, Sophie         | Saar, Eitam           | No nominations     | Yana, Sofi          | No nominations                                                  | Yana, Sari         | Yana, Shophi       | Yana, Sari               | Eliminada (Day 87)     | Eliminada (Day 87)     |
| Eran       | Kuti, Sophie  | Kuti, Sophie       | Kuti, Shay              | No nominations          | Shay, Sophie                               | Kuti, Sophie         | Yana, Kuti            | No nominations     | Tzvi, Kuti          | No nominations                                                  | Kuti, Tzvi         | Kuti, Yana         | Eliminado (Day 80)       | Eliminado (Day 80)     | Eliminado (Day 80)     |
| Sophie     | Sari, Shay    | Sari, Kuti         | Kuti, Eran              | No nominations          | Saar, Eran                                 | Shay, Avivit         | Avivit, Yael          | No nominations     | Tzvi, Einav         | Exempt                                                          | Avivit, Tzvi       | Avivit, Saar       | Eliminada (Day 80)       | Eliminada (Day 80)     | Eliminada (Day 80)     |
| Tzvi       | Not In House  | Not In House       | Not In House            | Not In House            | Not In House                               | Not In House         | Sophie, Saar          | No nominations     | Liron, Sophie       | No nominations                                                  | Sophie, Eran       | Evicted (Day 73)   | Evicted (Day 73)         | Evicted (Day 73)       | Evicted (Day 73)       |
| Eitam      | Eran, Shay    | Eran, Saar         | Kim, Sophie             | No nominations          | Tamir, Avivit                              | Avivit, Eran         | Avivit, Yael          | No nominations     | Avivit, Tzvi        | No nominations                                                  | Eliminado (Day 66) | Eliminado (Day 66) | Eliminado (Day 66)       | Eliminado (Day 66)     | Eliminado (Day 66)     |
| Einav      | Not In House  | Not In House       | Not In House            | Not In House            | Not In House                               | Not In House         | Saar, Yael            | No nominations     | Liron, Sophie       | No nominations                                                  | Eliminada (Day 66) | Eliminada (Day 66) | Eliminada (Day 66)       | Eliminada (Day 66)     | Eliminada (Day 66)     |
| Liron      | Not In House  | Not In House       | Not In House            | Not In House            | Not In House                               | Not In House         | Yael, Yana            | No nominations     | Tzvi, Einav         | Eliminado (Day 59)                                              | Eliminado (Day 59) | Eliminado (Day 59) | Eliminado (Day 59)       | Eliminado (Day 59)     | Eliminado (Day 59)     |
| Yael       | Failed Task   | Barry, Ziva        | Shay, Kim               | No nominations          | Sophie, Shay                               | Sophie, Shay         | Sophie, Eitam         | No nominations     | Eliminado (Day 57)  | Eliminado (Day 57)                                              | Eliminado (Day 57) | Eliminado (Day 57) | Eliminado (Day 57)       | Eliminado (Day 57)     | Eliminado (Day 57)     |
| Shay       | Kim, Sophie   | Kuti, Kim          | Kim, Eran               | No nominations          | Eran, Saar                                 | Eran, Sophie         | Eliminado (Day 45)    | Eliminado (Day 45) | Eliminado (Day 45)  | Eliminado (Day 45)                                              | Eliminado (Day 45) | Eliminado (Day 45) | Eliminado (Day 45)       | Eliminado (Day 45)     | Eliminado (Day 45)     |
| Yossi      | Failed Task   | Ziva, Barry        | Shay, Saar              | No nominations          | Shay, Sophie                               | Eliminada (Day 38)   | Eliminada (Day 38)    | Eliminada (Day 38) | Eliminada (Day 38)  | Eliminada (Day 38)                                              | Eliminada (Day 38) | Eliminada (Day 38) | Eliminada (Day 38)       | Eliminada (Day 38)     | Eliminada (Day 38)     |
| Kim        | Ziva, Shay    | Ziva, Shay         | Shay, Sari              | No nominations          | Eliminado (Day 31)                         | Eliminado (Day 31)   | Eliminado (Day 31)    | Eliminado (Day 31) | Eliminado (Day 31)  | Eliminado (Day 31)                                              | Eliminado (Day 31) | Eliminado (Day 31) | Eliminado (Day 31)       | Eliminado (Day 31)     | Eliminado (Day 31)     |
| Aviv       | Not In House  | Not In House       | Not In House            | Abandonó (Day 24)       | Abandonó (Day 24)                          | Abandonó (Day 24)    | Abandonó (Day 24)     | Abandonó (Day 24)  | Abandonó (Day 24)   | Abandonó (Day 24)                                               | Abandonó (Day 24)  | Abandonó (Day 24)  | Abandonó (Day 24)        | Abandonó (Day 24)      | Abandonó (Day 24)      |
| Dudu       | Shay, Ziva    | Shay, Avivit       | Abandonó (Day 19)       | Abandonó (Day 19)       | Abandonó (Day 19)                          | Abandonó (Day 19)    | Abandonó (Day 19)     | Abandonó (Day 19)  | Abandonó (Day 19)   | Abandonó (Day 19)                                               | Abandonó (Day 19)  | Abandonó (Day 19)  | Abandonó (Day 19)        | Abandonó (Day 19)      | Abandonó (Day 19)      |
| Barry      | Yael, Sophie  | Kuti, Dudu         | Abandonó (Day 17)       | Abandonó (Day 17)       | Abandonó (Day 17)                          | Abandonó (Day 17)    | Abandonó (Day 17)     | Abandonó (Day 17)  | Abandonó (Day 17)   | Abandonó (Day 17)                                               | Abandonó (Day 17)  | Abandonó (Day 17)  | Abandonó (Day 17)        | Abandonó (Day 17)      | Abandonó (Day 17)      |
| Ziva       | Sophie, Kim   | Kuti, Yana         | Eliminada (Day 17)      | Eliminada (Day 17)      | Eliminada (Day 17)                         | Eliminada (Day 17)   | Eliminada (Day 17)    | Eliminada (Day 17) | Eliminada (Day 17)  | Eliminada (Day 17)                                              | Eliminada (Day 17) | Eliminada (Day 17) | Eliminada (Day 17)       | Eliminada (Day 17)     | Eliminada (Day 17)     |
| Betty      | Ziva, Shay    | Eliminada (Day 10) | Eliminada (Day 10)      | Eliminada (Day 10)      | Eliminada (Day 10)                         | Eliminada (Day 10)   | Eliminada (Day 10)    | Eliminada (Day 10) | Eliminada (Day 10)  | Eliminada (Day 10)                                              | Eliminada (Day 10) | Eliminada (Day 10) | Eliminada (Day 10)       | Eliminada (Day 10)     | Eliminada (Day 10)     |
|            |               |                    |                         |                         |                                            |                      |                       |                    |                     |                                                                 |                    |                    |                          |                        |                        |
| Notas      |               |                    |                         |                         |                                            |                      |                       |                    |                     | 5                                                               |                    |                    |                          |                        |                        |
| Nominados  | Todos         | Barry, Kuti, Ziva  | Eran, Kim, Shay, Sophie | Eran, Kim, Shay, Sophie | Kuti, Saar, Sari, Tamir, Yael, Yana, Yossi | Avivit, Shay, Sophie | Avivit, Saar, Yael    | Avivit, Yael       | Liron, Sophie, Tzvi | Avivit, Einav, Eitam, Eran, Kuti, Saar, Sari, Tamir, Tzvi, Yana | Kuti, Sari, Tzvi   | Todos              | Avivit, Kuti, Sari, Yana | Ninguno                | Ninguno                |
| Abandonos  | Ninguno       | Barry Dudu         | Aviv                    | Ninguno                 | Ninguno                                    | Ninguno              | Ninguno               | Ninguno            | Ninguno             | Ninguno                                                         | Ninguno            | Ninguno            | Ninguno                  | Ninguno                | Ninguno                |
| Eliminados | Betty         | Ziva               | Eliminación cancelada   | Kim                     | Yossi                                      | Shay                 | Eliminación cancelada | Yael               | Liron               | Einav Eitam                                                     | Tzvi               | Sophie Eran        | Avivit                   | Yana Fifth Place       | Sari Fourth Place      |
| Eliminados | Betty         | Ziva               | Eliminación cancelada   | Kim                     | Yossi                                      | Shay                 | Eliminación cancelada | Yael               | Liron               | Einav Eitam                                                     | Tzvi               | Sophie Eran        | Avivit                   | Saar Third Place       | Tamir Runner-Up        |
| Eliminados | Betty         | Ziva               | Eliminación cancelada   | Kim                     | Yossi                                      | Shay                 | Eliminación cancelada | Yael               | Liron               | Einav Eitam                                                     | Tzvi               | Sophie Eran        | Avivit                   | Kuti Winner            |                        |

Notas:

1 Sophie hizo un intercambio con Victoria Irouleguy de Gran Hermano 2012 (Argentina) por una semana.
- Datos: Q2916193
- Multimedia: HaAh HaGadol / Q2916193